# Wieleń Zaobrzański
Wieleń Zaobrzański is een dorp in de Poolse woiwodschap Groot-Polen. De plaats maakt deel uit van de gemeente Przemęt en telt 200 inwoners.